# Eduardo Gómez de Baquero
Eduardo Gómez de Baquero, més conegut pel seu pseudònim Andrenio (Madrid, 1866 - †Madrid, 1929) fou un periodista i crític literari madrileny.

## Biografia
Doctor en filosofia, lletres i dret per la Universidad Central de Madrid. Periodista des dels vint anys, molt aviat destacaren els seus assaigs d'història social i religiosa, publicats en la Revista de España. Ideològicament, evolucionà des del conservadorisme al liberalisme moderat. Exercí durant alguns anys d'advocat i pronuncià interessants conferències sobre temes jurídics. En l'Acadèmia de Jurisprudència i Legislació. Fou col·laborador assidu i preferent de nombrosos diaris i revistes: La Época, El Imparcial, El Sol, La Vanguardia de Barcelona (des de 1909 a la seva mort), Nuevo Mundo, La Esfera, Mundo Gráfico, España Moderna, Nuestro Tiempo, La Ilustración Española y Americana, Caras y Caretas de Buenos Aires, etc.
Durant més de trenta anys, conegut com a Andrenio pel personatge de Baltasar Gracián, publicà milers i milers d'articles de crítica literària plens de força, sense traspassar mai els límits de la correcció, ple de suggeriments i idees i envoltat sempre en un madur escepticisme. De cultura molt àmplia, es reuní amb els millors crítics de la seva època, Leopoldo Alas o Manuel de la Revilla. A l'hora d'exercir la crítica tingué una especial predilecció pel gènere novel·lesc, però també la poesía consagrant crítiques a Luis de Góngora, Antonio Machado, Enrique de Mesa, Enrique Díez Canedo, Federico García Lorca, Jorge Guillén, Unamuno, Manuel Machado, Jaime Torres Bodet, Xavier Villaurrutia i Enrique González Martínez; en el teatre defensà a Valle-Inclán dels atacs que sufrí per part de Julio Casares en el seu llibre Crítica profana, i sempre tingué paraules d'elogi per a ell. Feu un estudi preliminar per a l'edició de la Filosofía secreta de Juan Pérez de Moya a Madrid, Los Clásicos Olvidados {Nueva Biblioteca de Autores Españoles}, 1928. 2 toms. Com a traductor se li deu una versió en dos toms de Verdad, d'Émile Zola, Barcelona, 1902. El 1924 fou escollit acadèmico de la llengua castellana.

## Obres
- Obras completas. Madrid: Renacimiento, 1929 toms I, Gignol, i II, Pen Club y Los poetas; 1930 el tom III, Novelas y cuentos.

### Crítica literària assaig
- Ensayo acerca de la condición jurídica de la mujer, 1892.
- Las fuentes del Derecho en la presente crisis jurídica. Conferencia, 1916.
- Letras e ideas, Barcelona, 1895.
- Diálogos filosóficos y comentarios de costumbres, París, 1909.
- Novelas y novelistas.Galdós, Baroja, Valle-Inclán, Ricardo León, Unamuno, Pérez de Ayala, Condesa de Pardo Bazan, 1918.
- Soldados y paisajes de Italia, Madrid, 1918.
- El renacimiento en la novela del siglo XIX. Los ensayistas. La enseñanza de la Literatura., Madrid, 1924.
- Guignol, 1929.
- Pen Club, 1920.
- El triunfo de la novela, discurso de ingreso en la Academia Española, 1924.
- Pirandello y Compañía, 1928.
- Nacionalismo e hispanismo, 1928.
- De Gallardo a Unamuno (conté Gallardo y su tiempo; Silvela o la daga Florentina; Valera, humanista; Angel Ganivet; Emilia Pardo Bazán; Un gran Hispanista, Alfredo Morel Fatio; El condenado por desconfiado; Lo popular y lo erudito; Castelar; Fernando VII o la fuerza del sino; Paz en la guerra y los novelistas de las guerras civiles; El caso de Blasco Ibáñez; Baroja y su galería novelesca) (1928).
- Lessing y el Lacoconte, Madrid, 1929.

### Narrativa
- El talisman de Napoleón. Un episodio de Santa Elena, 1922.
- El valor de amar, 1923, cuentos.
- Novelas y cuentos Madrid: Renacimiento, 1930
- Cartas a Amaranta, Madrid, 1924.
- La perfecta casada. Madrid: La Novela Mundial, 1926
- Escenas de la vida moderna. Cuentos y Diálogos. Madrid, Renacimiento, 1913.